# Scutellaria helenae
Scutellaria helenae là một loài thực vật có hoa trong họ Hoa môi. Loài này được Albov miêu tả khoa học đầu tiên năm 1891.